# Monetnica plamista

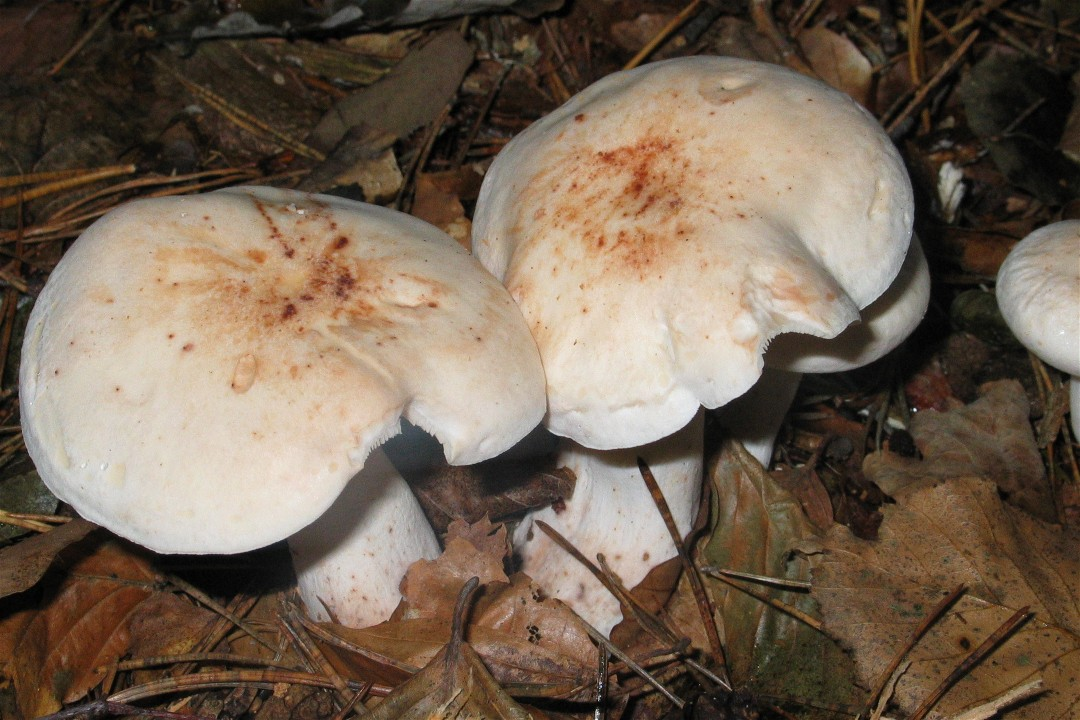

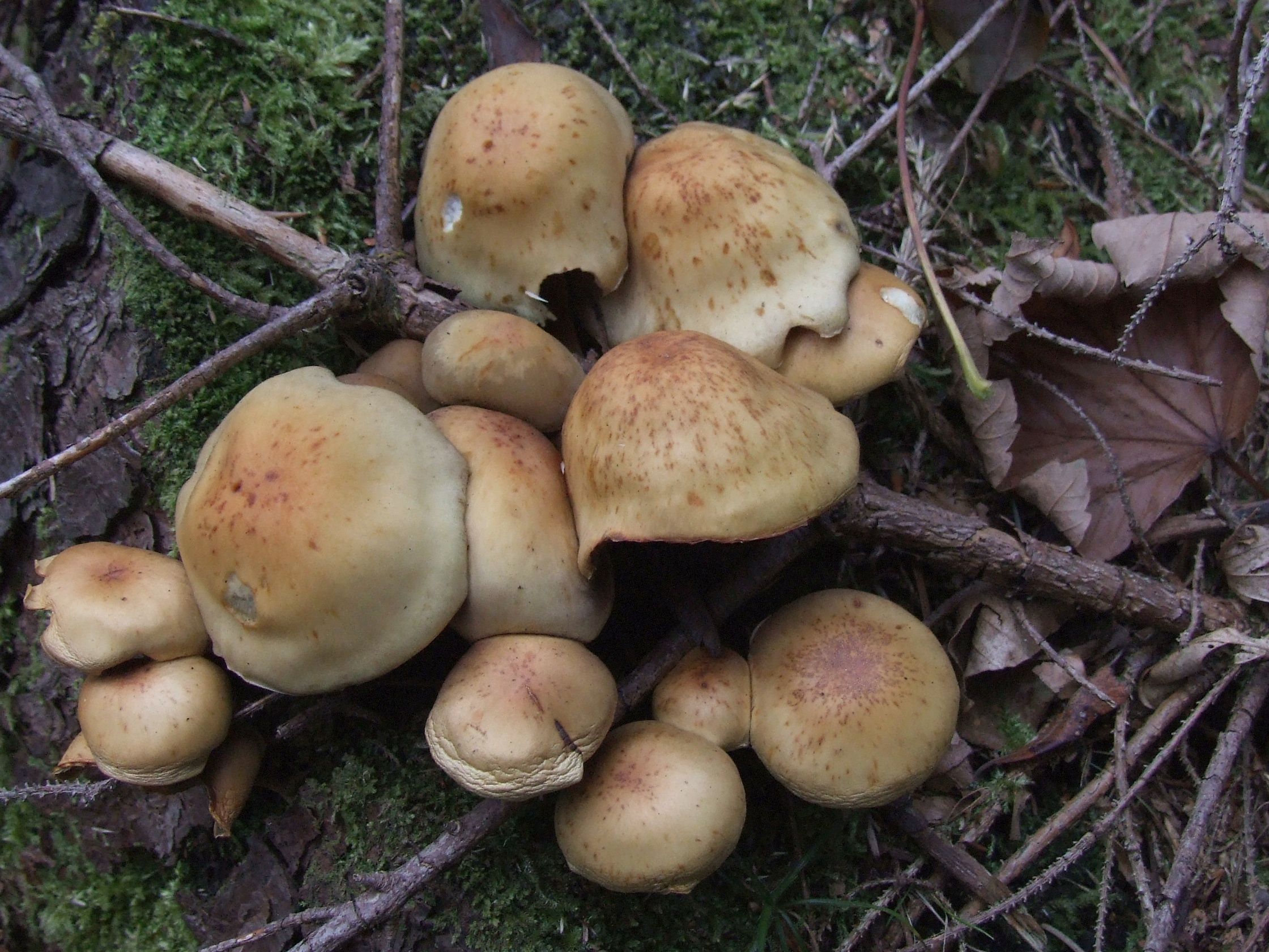

Monetnica plamista (Rhodocollybia maculata (Alb. & Schwein.) Singer) – gatunek grzybów należący do rodziny Omphalotaceae.

## Systematyka i nazewnictwo
Pozycja w klasyfikacji według Index Fungorum: Omphalotaceae, Agaricales, Agaricomycetidae, Agaricomycetes, Agaricomycotina, Basidiomycota, Fungi.
Po raz pierwszy takson ten zdiagnozowali w 1805 r. Johannes Baptista von Albertini i Lewis David von Schweinitz nadając mu nazwę Agaricus maculatus. Obecną, uznaną przez Index Fungorum nazwę nadał mu w 1939 r. Rolf Singer, przenosząc go do rodzaju Rhodocollybia. 
Synonimów naukowych ma ponad 20. Niektóre z nich:
- Agaricus maculatus Alb. & Schwein. (1805)
- Agaricus maculatus var. immaculatus Cooke (1881)
- Collybia maculata (Alb. & Schwein.) P. Kumm. (1871)
- Collybia maculata var. immaculata (Cooke) Sacc. (1881)
- Collybia maculata (Alb. & Schwein.) P. Kumm. (1871), var. maculata

Nazwę polską podał Władysław Wojewoda w 2003. W polskim piśmiennictwie mykologicznym gatunek ten opisywany był też jako pieniążek plamisty lub bedłka plamista. 

## Morfologia
Kapelusz
O średnicy 4–10 cm, u młodych osobników półkulisty, u starszych łukowaty, w końcu rozpostarty z tępym garbem. Brzeg kapelusza długo podwinięty. Nie jest wodochłonny. Skórka kapelusza gładka, w kolorze od białego do żółtawo-kremowego. Charakterystyczną cechą jest występowanie na skórce rdzawych plamek, przy czym z wiekiem jest ich coraz więcej, tak, że u starszych okazów cała skórka staje się jednolicie rdzawobrązowa. 
Blaszki
Wąskie, gęste i zbiegające ząbkiem na trzon. Mają biały kolor, ale po uciśnięciu zmieniają go na czerwonobrązowy. Ostrza blaszek słabo ząbkowane, u starszych okazów pokryte rdzawymi plamkami.
Trzon
Wysokość 6–10 cm, średnica 1–2 cm, walcowaty, twardy i często wygięty. Czasami u nasady rozszerza się, natomiast poniżej niej jest zaostrzony. Jest pełny, dopiero u starych okazów staje się pusty w środku. Ma kolor podobny jak kapelusz i również z czasem jest rdzawo cętkowany, a u starszych okazów rdzawy.
Miąższ
Sprężysty, białawy, uszkodzony stopniowo ciemnieje. Pachnie trocinami, smak gorzki.
Wysyp zarodników
Jasnokremowy. Zarodniki gładkie, eliptyczno-okrągłe o rozmiarach 4–5 × 5–6 μm. 

## Występowanie i siedlisko
Znany jest głównie w Ameryce Północnej i Europie, ale odnotowano jego występowanie także w Afryce Środkowej i w Kostaryce (Ameryka Środkowa).
W Europie Środkowej jest pospolity. W Polsce również jest pospolity

Występuje głównie na ściółce w lasach iglastych, chociaż spotykany jest również w lasach mieszanych. Rośnie głównie pod świerkami i sosnami, zwykle gromadnie.

## Znaczenie
Grzyb niejadalny.

## Gatunki podobne
Najłatwiej można go pomylić z innymi gatunkami monetnic, ale różni się od nich wyraźnie gorzkim, wręcz piekącym smakiem i bardzo gęstymi blaszkami. Może też być pomylony z łysostopkiem wrzecionowatotrzonowym (Gymnopus fusipes), ale jest on ciemny, czerwonobrązowy.